# Keltisk rock

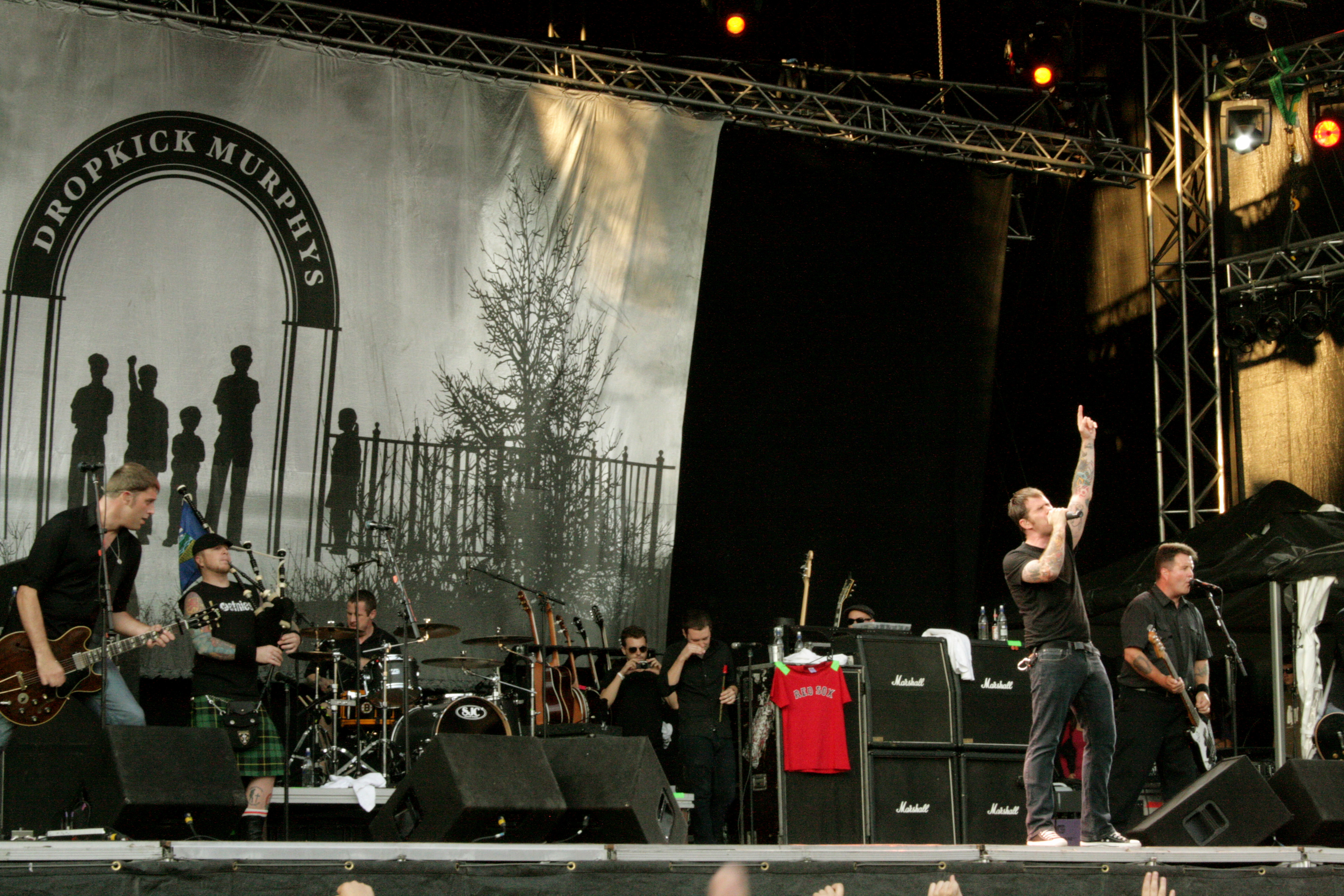
Dropkick Murphy's.

Keltisk rock är en musikgenre inom folk-rock, och är en blandning av rock och folkmusik, med rötter från Irland, Skottland, Wales och Bretagne. Typiska instrument som förekommer, utöver gitarr, bas och trummor är folkmusikinstrument som säckpipa, banjo, fiol och flöjt. Genren blev populär på 1970-talet, inledningsvis genom Thin Lizzys versionen av den irländska folkvisan Whiskey in the Jar som kom ut 1973. På 1980-talet dök även genren keltisk punk upp, som utvecklades av det Londonbaserade irländska bandet The Pogues. På 1990- och 2000-talet har ett antal amerikanska band blivit populära, som Flogging Molly och Dropkick Murphys.